# Andrea Ambrosi
Andrea Ambrosi (Trento, 7 marzo 1987) è un allenatore di hockey su ghiaccio ed ex hockeista su ghiaccio italiano.

## Carriera
Ambrosi esordì in Serie A con l'HC Asiago nella stagione 2005-2006, mentre nella stagione successiva trascorse parte della stagione in Serie A2 con la maglia dell'HC Valpellice. Nel 2007 passò al Pontebba, squadra con cui vinse la Coppa Italia 2007-2008. Nel corso delle quattro stagioni trascorse in Friuli, con 28 punti in 153 presenze in campionato, Ambrosi fece inoltre due brevi apparizioni in A2 con le maglie degli All Stars Piemonte e del Varese. Nell'estate del 2011 passò all'HC Bolzano, squadra con cui vinse il titolo nella stagione 2011-2012.
Nel 2013 Ambrosi lasciò Bolzano per ritornare all'HC Valpellice, squadra con cui aveva già giocato la stagione 2005-2006.
Nell'estate del 2014 passò al Ritten Sport, squadra campione d'Italia in carica. Dopo una sola stagione decise di trasferirsi all'Hockey Pergine in Serie B.
Dei trentini è il capitano sin dalla prima stagione, divenendone allenatore una prima volta nel dicembre del 2020, alla ripresa della Italian Hockey League 2020-2021 dopo la sospensione causata dalla Pandemia di COVID-19, ed una seconda nella stagione successiva, a seguito delle dimissioni di Robert Chizzali, nel novembre del 2021. Questo secondo passaggio dal campo alla panchina è stato definitivo, ed Ambrosi venne confermato sia per la stagione successiva che per quella 2023-2024, durante la quale la squadra vinse la Coppa Italia.

## Palmarès

### Giocatore
- Campionato italiano: 1

Bolzano: 2011-2012
- Coppa Italia: 2

Pontebba: 2007-2008
Renon: 2014-2015
- Supercoppa italiana: 1

Bolzano: 2012

### Allenatore
- Coppa Italia: 1

Pergine: 2023-2024